# Poinê
Poinê (Ποινή) ou Poines (Ποιναί), “Castigo”, é uma das Queres, personificavam a vingança, a punição e a penalidade lançada aos homens culpados pelos homicídios. Sua equivalente romana era Poena ou Poenae, identificada às vezes com as Erínias, em cuja companhia vivia no reino dos mortos. 
Segundo o poeta romano Higino ela era filha de Éter e Gaia, e estava relacionada com Praxidice, a Daemon que impõe a justiça. Como tal, alguns autores a fazem mãe das Erínias, as vingadoras dos terríveis crimes contra os pais.